# チェリーズマーケット
株式会社チェリーズマーケット（英: Cherries Market, Inc.）は、東京都世田谷区に本社を置くリサイクルショップである。高級ブランド家具、デザイナーズ家具、大型家電に特化した出張買取サービスをメインに提供している。

## 概要
2001年に戸嶋功基が設立。2006年5月に株式会社化。
設立当初からインターネットに着目して出張買取サービスを展開。デザイナーズ家具やブランド家具、大型家電を中心とした中古品のリユース事業を行っている。